# Pillekosbor

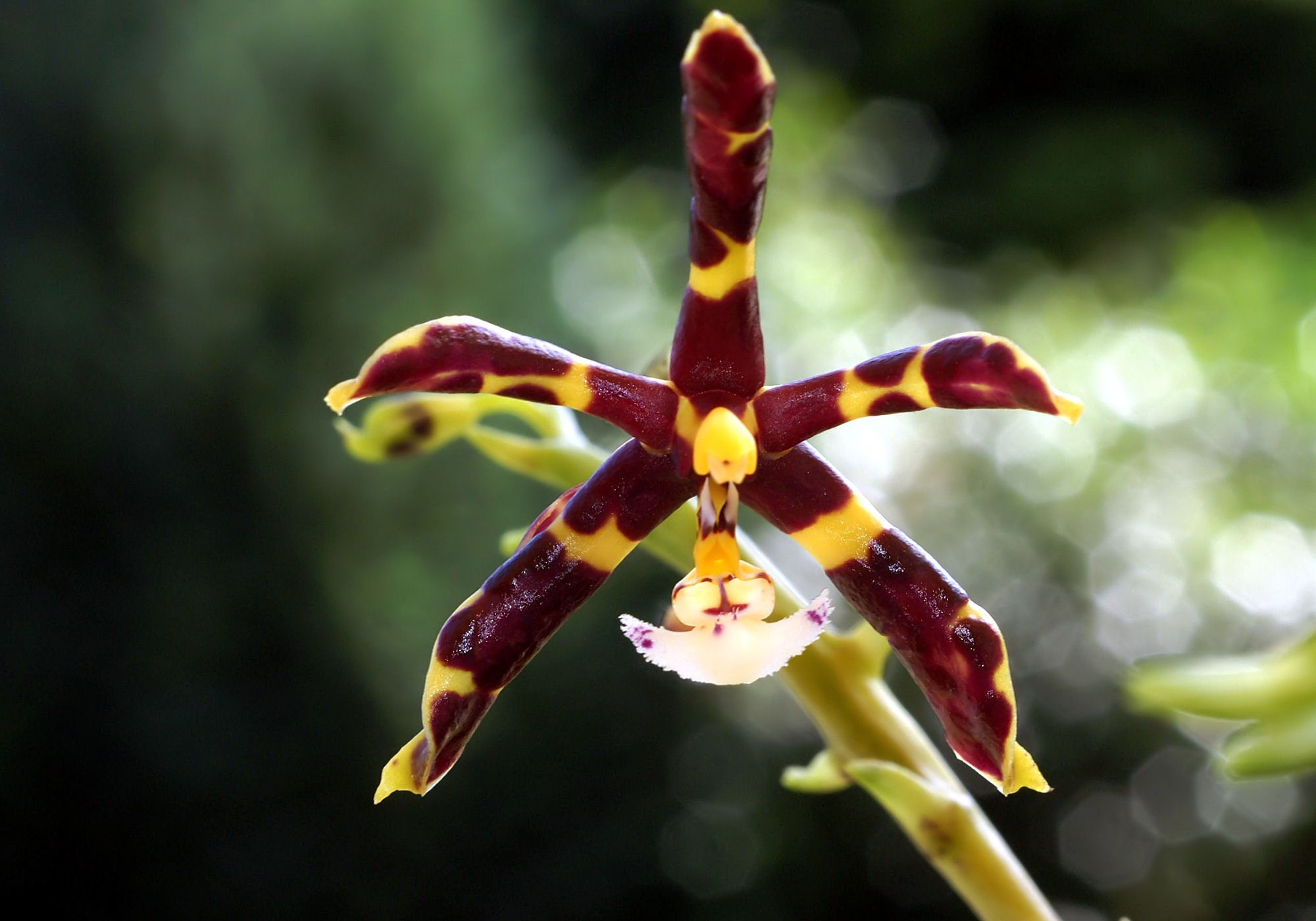
Phalaenopsis mannii

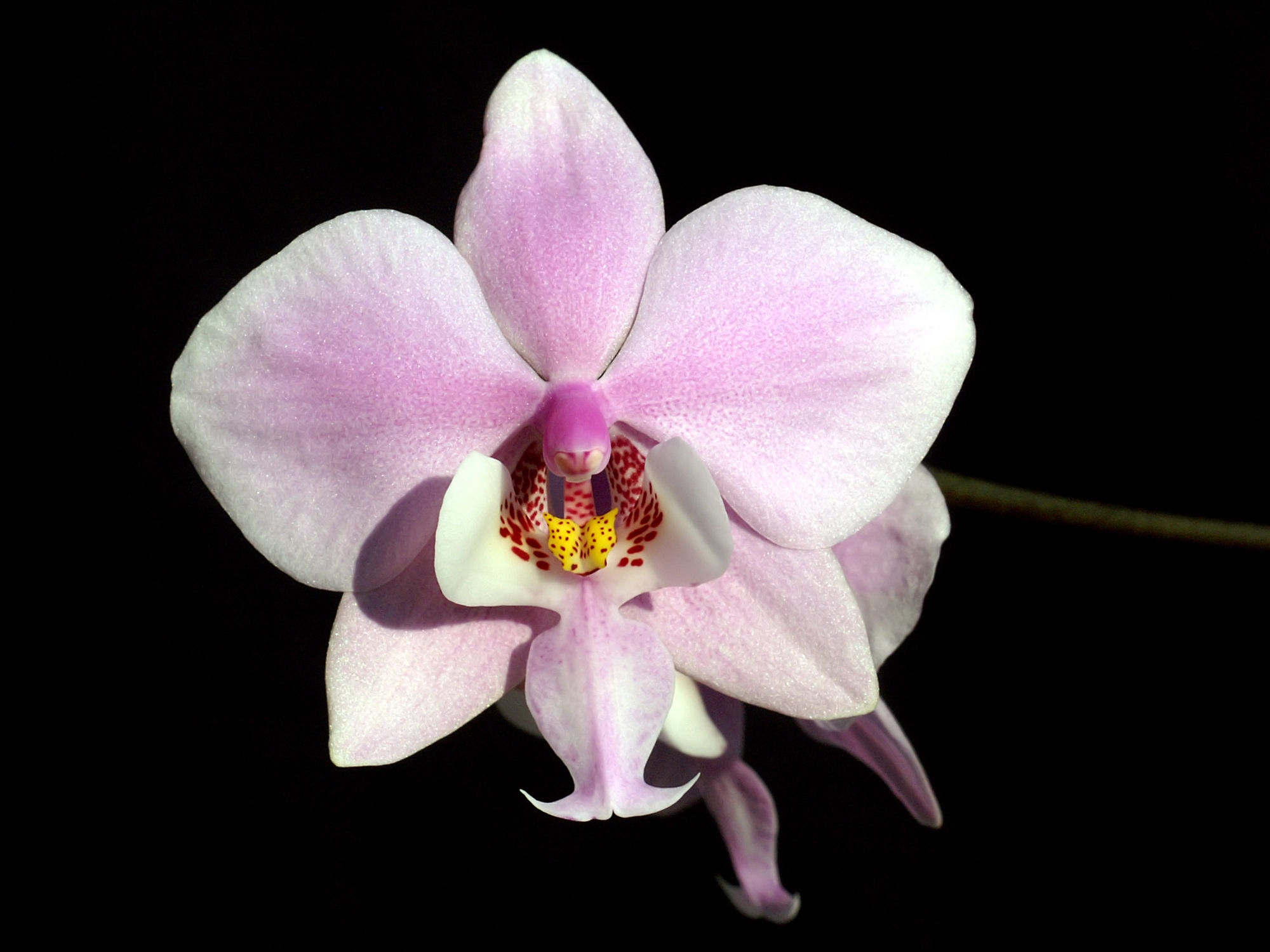
Phalaenopsis schilleriana

A pillekosbor (Phalaenopsis) az egyszikűek (Liliopsida) osztályának spárgavirágúak (Asparagales) rendjébe, ezen belül a kosborfélék (Orchidaceae) családjába tartozó nemzetség.

## Előfordulásuk
A pillekosborfajok előfordulási területe Indiától és Nepáltól keletre, valamint Dél-Kínától, a Koreai-félszigettől és Japántól délre, Délkelet-Ázsián és Indonézián keresztül, egészen Észak-Ausztráliáig tart. Panamába betelepítették.

## Rendszerezés
A nemzetségbe az alábbi 74 faj és 9 hibrid tartozik:
- Phalaenopsis amabilis (L.) Blume - típusfaj
- Phalaenopsis amboinensis J.J.Sm.
- Phalaenopsis × amphitrite Kraenzl.
- Phalaenopsis aphrodite Rchb.f.
- Phalaenopsis appendiculata Carr
- Phalaenopsis bastianii O.Gruss & Roellke
- Phalaenopsis bellina (Rchb.f.) Christenson
- Phalaenopsis buyssoniana Rchb.f.
- Phalaenopsis cacharensis (Barbhuiya, B.K.Dutta & Schuit.) Kocyan & Schuit.
- Phalaenopsis celebensis H.R.Sweet
- Phalaenopsis chibae T.Yukawa
- Phalaenopsis cochlearis Holttum
- Phalaenopsis corningiana Rchb.f.
- Phalaenopsis cornu-cervi (Breda) Blume & Rchb.f.
- Phalaenopsis deliciosa Rchb.f.
- Phalaenopsis difformis (Wall. ex Lindl.) Kocyan & Schuit.
- Phalaenopsis doweryensis Garay & Christenson
- Phalaenopsis equestris (Schauer) Rchb.f.
- Phalaenopsis fasciata Rchb.f.
- Phalaenopsis fimbriata J.J.Sm.
- Phalaenopsis finleyi Christenson
- Phalaenopsis floresensis Fowlie
- Phalaenopsis fuscata Rchb.f.
- Phalaenopsis × gersenii (Teijsm. & Binn.) Rolfe
- Phalaenopsis gibbosa H.R.Sweet
- Phalaenopsis gigantea J.J.Sm.
- Phalaenopsis hieroglyphica (Rchb.f.) H.R.Sweet
- Phalaenopsis honghenensis F.Y.Liu
- Phalaenopsis hygrochila J.M.H.Shaw
- Phalaenopsis inscriptiosinensis Fowlie
- Phalaenopsis × intermedia Lindl.
- Phalaenopsis japonica (Rchb.f.) Kocyan & Schuit.
- Phalaenopsis javanica J.J.Sm.
- Phalaenopsis kunstleri Hook.f.
- Phalaenopsis × leucorrhoda Rchb.f.
- Phalaenopsis lindenii Loher
- Phalaenopsis lobbii (Rchb.f.) H.R.Sweet
- Phalaenopsis × lotubela O.Gruss, Cavestro & G.Benk
- Phalaenopsis lowii Rchb.f.
- Phalaenopsis lueddemanniana Rchb.f.
- Phalaenopsis luteola Burb. ex Garay, Christenson & O.Gruss
- Phalaenopsis maculata Rchb.f.
- Phalaenopsis malipoensis Z.J.Liu & S.C.Chen
- Phalaenopsis mannii Rchb.f.
- Phalaenopsis mariae Burb.ex R.Warner & H.Williams
- Phalaenopsis marriottiana (Rchb.f.) Kocyan & Schuit.
- Phalaenopsis mentawaiensis O.Gruss
- Phalaenopsis micholitzii Sander ex H.J.Veitch
- Phalaenopsis mirabilis (Seidenf.) Schuit.
- Phalaenopsis modesta J.J.Sm.
- Phalaenopsis mysorensis C.J.Saldanha
- Phalaenopsis natmataungensis (T.Yukawa, Nob.Tanaka & J.Murata) Dalström & Ormerod
- Phalaenopsis pallens (Lindl.) Rchb.f.
- Phalaenopsis pantherina Rchb.f.
- Phalaenopsis parishii Rchb.f.
- Phalaenopsis philippinensis Golamco ex Fowlie & C.Z.Tang
- Phalaenopsis pulcherrima (Lindl.) J.J.Sm.
- Phalaenopsis pulchra (Rchb.f.) H.R.Sweet
- Phalaenopsis regnieriana Rchb.f.
- Phalaenopsis reichenbachiana Rchb.f. & Sander
- Phalaenopsis robinsonii J.J.Sm.
- Phalaenopsis × rolfeana H.R.Sweet
- Phalaenopsis rundumensis P.J.Cribb & A.L.Lamb
- Phalaenopsis sanderiana Rchb.f.
- Phalaenopsis schilleriana Rchb.f.
- Phalaenopsis × singuliflora J.J.Sm.
- Phalaenopsis stobartiana Rchb.f.
- Phalaenopsis stuartiana Rchb.f.
- Phalaenopsis subparishii (Z.H.Tsi) Kocyan & Schuit.
- Phalaenopsis sumatrana Korth. & Rchb.f.
- Phalaenopsis taenialis (Lindl.) Christenson & Pradhan
- Phalaenopsis tetraspis Rchb.f.
- Phalaenopsis thailandica O.Gruss & Roeth
- Phalaenopsis tsii (M.H.Li, Z.J.Liu & S.R.Lan) Hua Deng, Z.J.Liu & Yan Wang
- Phalaenopsis ubonensis (O.Gruss) J.M.H.Shaw
- Phalaenopsis × valentinii Rchb.f.
- Phalaenopsis × veitchiana Rchb.f.
- Phalaenopsis venosa Shim & Fowlie
- Phalaenopsis violacea H.Witte
- Phalaenopsis viridis J.J.Sm.
- Phalaenopsis zhejiangensis (Z.H.Tsi) Schuit.
- Phalaenopsis wilsonii Rolfe
- Phalaenopsis yingjiangensis (Z.H.Tsi) Kocyan & Schuit.